# Fugitive Slave Act of 1850
A Lei do Escravo Fugitivo (em inglês: Fugitive Slave Act of 1850) foi aprovada pelo Congresso dos Estados Unidos em 18 de setembro de 1850, como parte do Compromisso de 1850 entre os interesses do Sul na escravidão e os Free-Soilers do Norte.
A Lei foi um dos elementos mais controversos do compromisso de 1850 e aumentou os temores do Norte de uma conspiração de poder escravo. Exigia que todos os escravos fugitivos, após a captura, fossem devolvidos ao traficante de escravos e que os funcionários e cidadãos dos estados livres tivessem que cooperar.
A Lei contribuiu para a crescente polarização do país sobre a questão da escravidão, e foi um dos fatores que levaram à Guerra Civil.